# Rocha
Rocha je město v Uruguayi. Leží v jihovýchodní části země a je sídlem v departementu Rocha. Při sčítání lidu v roce 2011 mělo město 25 420 obyvatel. Je vzdáleno zhruba 70 km severovýchodně od města San Carlos a skoro 200 km stejným směrem od hlavního města Montevideo. Západní hranici města tvoří menší řeka Arroyo Rocha. Město je vzdáleno necelých 30 km od atlantského pobřeží.
Město bylo založeno v roce 1793. Původně však byla oblast osídlena Indiány. S příchodem Španělů přišli do oblasti chovatelé skotu. Mezi nimi byl i Luis de Rocha. Právě po něm dostala osada své pojmenování, a to Nuestra Señora de los Remedios de Rocha. Osada byla založena na pokyn místokrále Río de la Plata Nicolase Antonia de Arredonda. Samostatný departement byl zřízen v roce 1880. Za město byla Rocha vyhlášena v roce 1894. Významným zdrojem příjmu obyvatel města je turismus, jelikož se Rocha nachází v blízkosti několika přímořských resortů.